# Дяченко Микола Васильович
Микола Васильович Дяченко (нар. 1 листопада 1941, Московське Липоводолинський район, Сумська область) — український науковець, філософ, педагог. Доктор філософських наук (1994), професор (1992), заслужений працівник культури України (2004).

## Життєпис
Микола Васильович народився на хуторі Стягайлівка (входить до складу Московської сільської ради) Липоводолинського району Сумської області. У 1956 році закінчив школу-семирічку з відзнакою і вступив до гідрометеорологічного технікуму у Харкові. Закінчив навчання у 1960 році та за державним розподілом розпочав трудову діяльність у Північно-Західному управлінні Гідрометслужби СРСР у Ленінграді. Працював на різних посадах в Карелії. У 1962 році вступив на заочне відділення філософського факультету Ленінградського державного університету. У 1963–1968 роках працював геодезистом в УМР–6 тресту Харківжитлобуд–2. Отримав диплом філософа-викладача у 1968 році.
У 1968–1974 роки Микола Васильович працював у Харківському інституті мистецтв на посадах викладача, старшого викладача. Навчався в аспірантурі на кафедрі філософії Харківського інституту радіоелектроніки (1972–1974).
З 1974 року й дотепер працює в Харківській державній академії культури. У 1975 році захистив кандидатську дисертацію «Проблема історичної спадкоємності (філософсько-методологічні аспекти)» у спеціалізованій ученій раді з філософських спеціальностей Харківського державного університету. Науковий керівник — доктор філософських наук, професор М. О. Добрускін. У 1981 році отримав вчене звання доцента. З 1990 займає посаду завідувача кафедри філософії та політології, був проректором з наукової роботи з 1980 року. У вересні 1992 року присуджено вчене звання професора.
Микола Васильович ще в 1994 році захистив докторську дисертацію «Наступність у розвитку культури». У 2009 році науковця призначено головою спеціалізованої ученої ради Д 64.807.01 у ХДАК із захисту докторських (кандидатських) дисертацій за спеціальностями: 26.00.01 — теорія та історія
культури (культурологія, мистецтвознавство), 26.00.04 — українська культура (культурологія, мистецтвознавство). Протягом багатьох років був відповідальним редактором збірника наукових праць «Культура України».
Має велику родину: двох доньок, двох онуків та правнука.

## Нагороди
- Нагороджений стипендією імені В. Н. Каразіна з гуманітарних наук Харківської обласної державної адміністрації (2001)[6].
- Отримав почесне звання «Заслужений працівник культури України» (2004).